# Esquí de velocidad

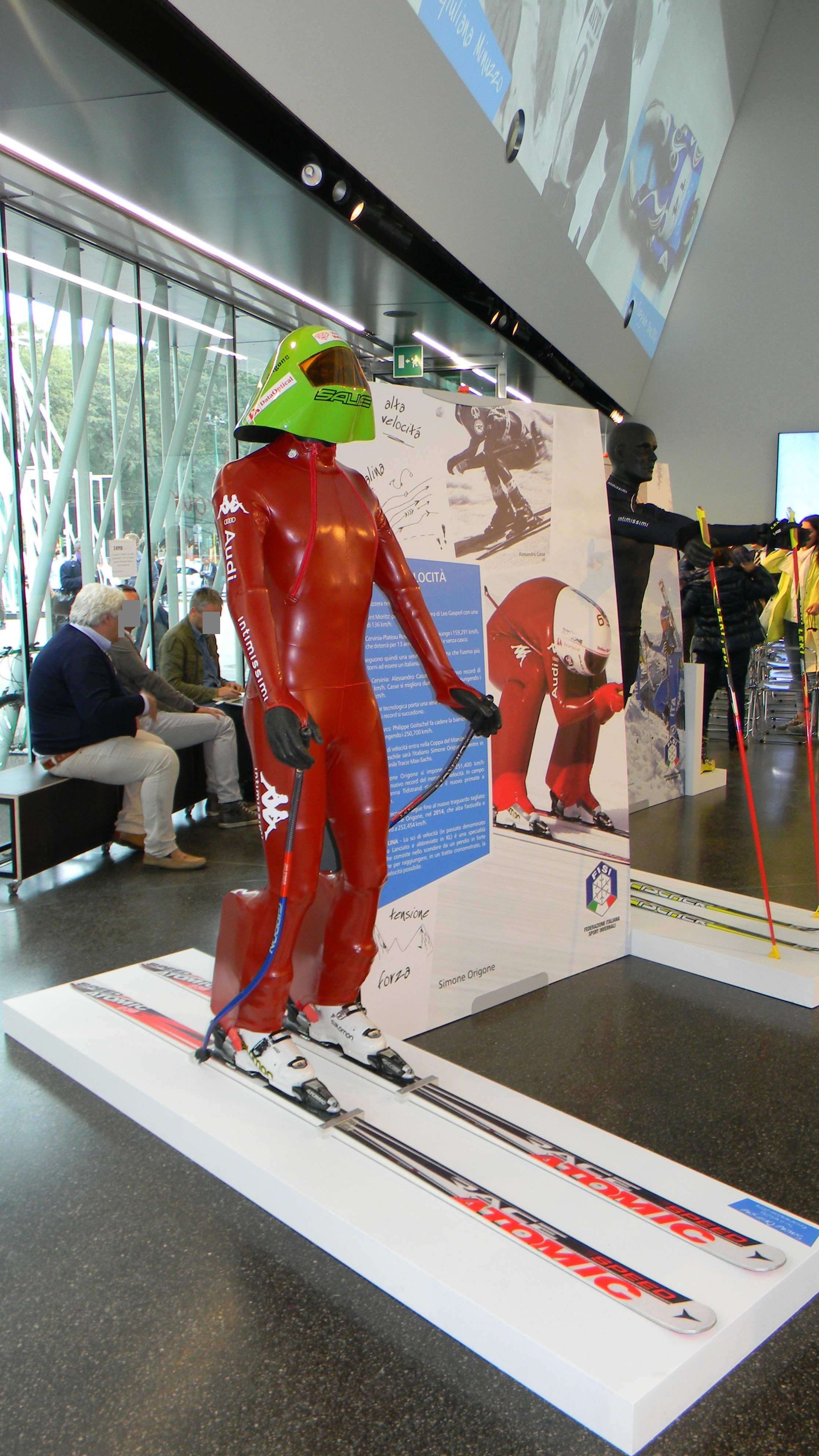
Traje de la Disciplina esquí de velocidad o kilómetro lanzado.

El esquí de velocidad o kilómetro lanzado es una disciplina de esquí que consiste en descender una ladera en línea recta y alcanzar la mayor velocidad posible. Es uno de los deportes no motorizados más veloces sólo superado por el paracaidismo. La actual plusmarca del mundo es de 255,500 km/h conseguido por Simon Billy el 22 de marzo de 2023.  Habitualmente los esquiadores de velocidad suelen superar los 200 km/h, velocidad que incluso supera la velocidad máxima de los paracaidistas situada en torno a los 193 km/h. Para reducir la resistencia al aire los esquiadores de velocidad utilizan trajes de látex o poliuretano así como cascos aerodinámicos.
Se utilizan esquíes especiales con una longitud máxima de 2,4 m, anchura máxima de 10 cm y peso máximo de 15 kg cada par. Los bastones están doblados para ajustarse al cuerpo y deben tener una longitud mínima de 1 m.
Se práctica en pistas de 1 kilómetro especialmente diseñadas. Existen aproximadamente unas 30 pistas por todo el mundo, muchas de las cuales se encuentran a gran altitud para reducir la resistencia del aire. Los primeros 300-400 metros son utilizados para ganar velocidad, la mayor velocidad se alcanza en los siguientes 100 metros y los últimos 500 metros son utilizados para frenar. La velocidad se mide entre los 400 y los 500 metros.

## Récords del mundo oficiales
Los siguientes son los récords del mundo bajo la reglamentación de la F.S.V. (France Ski de Vitesse). 

### Hombres
Ivan Origone - world Record 254,958 km/h - Chabrieres de Vars (Francia) - 26 de marzo de 2016

### Mujeres
Valentina Greggio (Verbania, Italia), 247,083 km/h - Chabrieres de Vars (Francia) - 26 de marzo de 2016